# Relations entre la Tunisie et l'Union européenne
Les relations entre la Tunisie et l'Union européenne reposent sur la politique européenne de voisinage, le partenariat Euromed, et un accord d'association.

## Sources

## Compléments